# Jens H. Quistgaard
Jens Harald Quistgaard (født 23. april 1919 i København, død 4. januar 2008 i Bakkebølle) var en dansk billedhugger og designer, der først og fremmest er kendt for sit virke for det amerikanske firma Dansk Designs, hvor han var chefdesigner fra 1954 og de følgende tre årtier.
Skønt billedhugger og rodfæstet i traditionelt håndværk gjorde han tidligt international karriere som industriel designer. Fra midt i 1950'erne blev hans design til bord og køkken synonymt med Scandinavian modern og fandt vej til millioner af hjem i USA, Europa og Japan. Med sin internationale orientering og succes var han banebrydende, og han havde stor betydning for den plads, Danish Design fik i bevidstheden hos mange amerikanere. I 1958 modtog han Neiman-Marcus prisen og i årene efter blev han repræsenteret på store museer i Europa og USA. En række af Jens Quistgaards arbejder produceres stadig.

## Baggrund
Jens Quistgaard voksede op i et kunstnerhjem i København og demonstrerede allerede som dreng usædvanlige kunstneriske evner. Arbejdet med kunsthåndværk startede i moderens køkken, hvor han indrettede et lille værksted med skruestik og ambolt. Her fremstillede han smykker, jagtdolke, tasker og keramik. Som ung færdedes Jens Quistgaard ofte hos landsbysmeden, tømreren og snedkeren, og her tilegnede han sig håndværksmæssige færdigheder, som han senere anvendte til fremstilling af modeller i træ, metal, keramik og glas.
Han blev oplært som billedhugger hos sin far, Harald Quistgaard (1887-1979), og fik siden undervisning som tegner og sølvsmed på Det tekniske Selskabs Skole i København under Aage Rafn og Gustav Petersen.. Under Danmarks besættelse var han aktiv i modstandsbevægelsen, hvor han udnyttede sine kreative evner til ombygning af våben, så de lettere lod sig skjule. Som designer var Jens Quistgaard autodidakt. Han var i det hele taget en outsider, der gik sine egne veje.

## Virke

### Gennembrud som designer
I starten levede han af at tegne portrætter og lave relieffer. Han fremstillede også smykker, jagtdolke, keramiske arbejder, glas og grafisk design i form af bomærker, byvåben og lign.
I slutningen af 1940'erne omfattede produktionen desuden bestik i sølv og stål for forskellige virksomheder, bl.a. sølvbestikket Champagne (1947 for O.V. Mogensen) og køkkenredskaber i stål for Raadvad, heriblandt den lille dåseåbner med hajfinnen fra 1950.
Gennembruddet som industriel designer kom i 1953-54, hvor han formgav bestikket Fjord, det første bestik, der kombinerede rustfrit stål med skæfter af teak. Omtrent samtidig designede han en gryde i støbejern for De Forenede Jernstøberier. Gryden blev markedsført under navnet Anker-Line og præmieret med guldmedalje ved Triennalen i Milano 1954. Ligeledes i 1954, hvor Quistgaard også modtog Lunningprisen, besøgte den amerikanske forretningsmand Ted Nierenberg Europa på udkig efter talentfuldt design, der kunne lanceres i USA. Efter at have set bestikket Fjord og andre ting fra Quistgaards hånd opsøgte han designeren, og deres møde førte til dannelsen af det amerikanske firma Dansk Designs med Quistgaard som chefdesigner.
Allerede i slutningen af 1954 blev Fjord introduceret i New York og året efter fulgte den farverige grydeserie Købenstyle. Quistgaards design fik fra begyndelsen betydelig succes i USA og blev hurtigt efterfulgt af serier af design til bord og køkken: bestik i sølv og håndsmedet stål; kander og gryder i stål, kobber og støbejern; service i stentøj; glas; bakker, skåle, pebermøller og lign. i staved teak og eksotiske træsorter samt lysestager i messing, sølv og støbejern.
Quistgaard var kolossalt produktiv og formgav alene for Dansk Designs mere end 4000 produkter.
Det er en produktion, der spænder over et stort register af materialer og brugsgenstande, og som er skabt ud fra en filosofi om, at brugsgenstande til køkken og bord skulle kunne fungere harmonisk sammen. At dække op og indrette med Quistgaards design blev fra slutningen af 1950'erne og op gennem 1960'erne identisk med "modern living" og Scandinavian style. Her går rene linjer, skulpturel form og naturlige materialer hånd i hånd.

### Markante arbejder
Slutningen af 1950'erne og første del af 1960'erne var Quistgaards mest produktive år for Dansk Designs. I 1958 formgav han bestikket Toke i stål og bambus samt spisestellet Flamestone i stentøj; bestikket Tjørn i sterlingsølv fra 1959, serien Festivaal af farvelakerede skåle og bakker fra 1960 samt serien af brugskunst i eksotiske træsorter, Rare Woods fra 1961.
Serien blev i lighed med de øvrige trævarer produceret af Nissens Trævarefabrik i Langå, som Quistgaard også tegnede særskilte arbejder for i 1960'erne, bl.a. den særprægede Stokkestol på meder fra 1966.
I slutningen af 1950'erne gik Jens Quistgaard i gang med at tegne og lede opførelsen af en stor villa i Armonk, nord for New York, for sin amerikanske kompagnon Ted Nierenberg. Quistgaard tegnede her alt, fra de store tagkonstruktioner og vinduespartier til dørgreb, badekar og spindeltrappe. Villaen stod færdig i 1961 som en demonstration af Quistgaards ideal om arkitektonisk helhed.
Quistgaards succes eskalerede op gennem 1960'erne. Hans arbejder for Dansk Designs blev markedsført i alle større byer i USA, men successen omfattede også Europa og Japan. Dansk Designs fik sin egen butik på Strøget i København, i London og Stockholm, og Quistgaards design blev udstillet og solgt i Tokyo, Berlin, Paris, Zürich, Melbourne, Johannesburg og mange andre storbyer.
Quistgaard fortsatte som chefdesigner for Dansk Designs til starten af 1980'erne, hvor han bosatte sig i Rom. Her levede han til 1986, hvorefter han returnede til Danmark. I 2006 modtog han det store hæderslegat fra Danmarks Nationalbanks Jubilæumsfond af 1968 og han fortsatte med at formgive til få måneder før sin død i 2008. i 2009 blev han portrætteret som menneske og designer i dokumentarfilmen "En gryde til min kone"  af Stig Guldberg, der også forfattede monografien "Jens Quistgaard: The Sculpting Designer", der blev publiceret af Phaidon Press i 2023.
Han er begravet på Gimlinge Kirkegård.

## Priser
- 1954: Guld- og sølvmedaljer på Triennalen i Milano
- 1954: Lunningprisen
- 1958: Neimann Marcusprisen
- 1962: Der goldene Löffel, München
- 2006: Det Store Hæderslegat fra Danmarks Nationalbanks Jubilæumsfond af 1968

## Udstillinger
- Charlottenborg Forårsudstilling 1947, 1951-52, 1956
- Triennalen i Milano 1954
- Habitations nouvelles, Paris 1955
- Landsforeningen Dansk Kunsthåndværks årsudstillinger 1940-60'erne
- The Lunning Prize Designers' Exhibition, New York 1957
- DH '58: Design for the Home, Brooklyn Museum, March 05-April 27, 1958
- Dansk form og miljø, Stockholm 1959
- The Arts of Denmark, USA 1960-61
- Formes danoises: L'art de l'intérieur au Danemark, Exposition itinérante, Musée des Beaux-Arts, Lyon/Palais de la Bourse, Marseille/Musèe Maison de la Culture, Le Havre/Palais des Beaux-Arts. Lille/Galerie Municipale des Beaux-Arts, Bordeaux, 1964-1965
- Two Centuries of Danish Design, Victoria & Albert Museum, London 1968
- Lerchenborg, separatudstilling 1969
- Mesterværker – 100 års dansk møbelsnedkeri, Kronborg 2000
- A Century of Design, Part III, 1950-1975, Metropolitan Museum of Art, New York, 2001
- Nationalmuseet, København, Danmarksbilleder 2002
- De industrielle ikoner: Design Danmark, Kunstindustrimuseet, København 2004
- Danmarks Nationalbank, retrospektiv udstilling 2006
- What Was Good Design, MoMAS' Message 1944-56, The Museum of Modern Art, New York City, May 6, 2009-Jan 10, 2011
- Danish Design - I like it! Designmuseum Danmark, København 2011
- Danish Modern: Design for Living, Goldstein Museum of Design 2014 og Figge Art Museum, Iova 2015
- DANSK - Design af Jens Quistgaard, retrospektiv udstilling, HEART – Herning Museum of Contemporary Art, 2015-16
- Much More Than One Good Chair. Design & Gesellschaft in Dänemark, Nordische Botschaften, Berlin 2017
- einfach gut. Design aus Dänemark, Wilhelm Wagenfeld Haus, Bremen 2018-1
- The Value of Good Design, MoMA, The Museum of Modern Art, New York City, Feb.10-Jun.15, 2019
- Scandinavian Design and the United States, 1890-1980, Milwaukee Art Museum, Wisconsin 2020

## Udvalgte arbejder
- Champagne. Bestik i sølv, O.V. Mogensen 1947
- Te- og kaffesæt i hammerslået sterling sølv, Hermann Jacobsen o. 1948
- Tekande. Uglaseret rødler, Palshus Keramik 1949-50
- Hajfinnen. Dåseåbner i rustfrit stål, Raadvad A/S 1950
- Fjord. Håndsmedet bestik i rustfrit stål og teak, Dansk Designs 1954
- Ankerline. Grydeserie i emaljeret støbejern, De Forenede Jernstøberier 1954
- Kobenstyle. Serie af gryder og kander i emaljeret stål, Dansk Designs 1955
- Lysestager i messing, Dansk Designs 1956
- Isspand i teak, Dansk Designs 1958
- Flamestone, service (riflet) i stentøj og porcelæn, Dansk Designs 1958
- Toke. Håndsmedet bestik i rustfrit stål og bambus, Dansk Designs 1958
- Tjørn. Bestik i sterling sølv, Dansk Designs 1959
- Relief. Service i stentøj, Kronjyden 1959/60 (fra 1972 Bing og Grøndahl)
- Festivaal. Serie af skåle, skærebrædder og bakker i lakeret ahorn, Dansk Designs 1960
- Hus for Ted Nierenberg, Armonk, New York, USA 1961
- Rare Wood. Serie af brugskunst i eksotiske træsorter, Dansk Designs 1961
- Flamestone. Service (glat) i stentøj og porcelæn, Dansk Designs 1964
- Stokkestolen. Riopalisander, forcromet stål og skind, Nissen, Langå 1966
- Simplicity. Barserie i glas, Dansk Designs 1967
- Jette. Bestik i rustfrit stål, Dansk Designs 1968
- Valhalla. Barstol i elm og teak. IQ Designs 2001

## Formgivning for
Ud over det amerikanske firma Dansk Designs har Jens Quistgaard formgivet for bl.a.:
- Palshus Keramik
- Eslau Keramik
- Hermann Ole Jacobsen
- De Forenede Jernstøberier
- Raadvad Knivfabrik
- Sival Staal
- O.V. Mogensen
- Slagelse Sølvvarefabrik
- Kronjyden
- Nissens Trævarefabrik
- Bing & Grøndahl
- Trip Trap
- IQ Designs
- Gubi of Copenhagen

## Repræsenteret på
- Designmuseum Danmark, København
- British Museum, London
- Museet på Koldinghus, Kolding
- Industrimuseet Frederiks Værk, Frederiksværk
- Victoria and Albert Museum, London
- Nationalmuseum, Stockholm
- Kunstgewerbemuseum, Berlin
- Städtisches Museum, Braunschweig
- MoMA, Museum of Modern Art, New York
- Metropolitan Museum of Art, New York
- Cooper-Hewitt National Design Museum, New York
- Brooklyn Museum, New York
- Philadelphia Museum of Art, Philadelphia
- Indianapolis Museum of Art, Indianapolis
- GRASSI Museum für Angewandte Kunst, Leipzig
- Landesmuseum für Kunst und Kulturgeschichte, Oldenburg
- Montreal Museum of Fine Arts, Montreal
- Louvre, Paris
- Los Angeles County Museum of Art, Californien
- Denver Art Museum, Colorado
- Museum of Fine Arts, Boston, Massachusetts
- Carnegie Museum of Art, Pittsburgh, Pennsylvania
- Kirkland Museum of Fine & Decorative Art, Denver, Colorado
- Art Institute of Chicago, Illinois
- The RISD Museum, Providence, Rhode Island
- National Gallery of Victoria, Melbourne

## Film
Designeren Jens Quistgaard: En gryde til min kone. En dokumentarfilm af Stig Guldberg. DVD + booklet 55 p. ABCFilm, Danmark, 2009.